# 屈西纳圣伯多禄堂

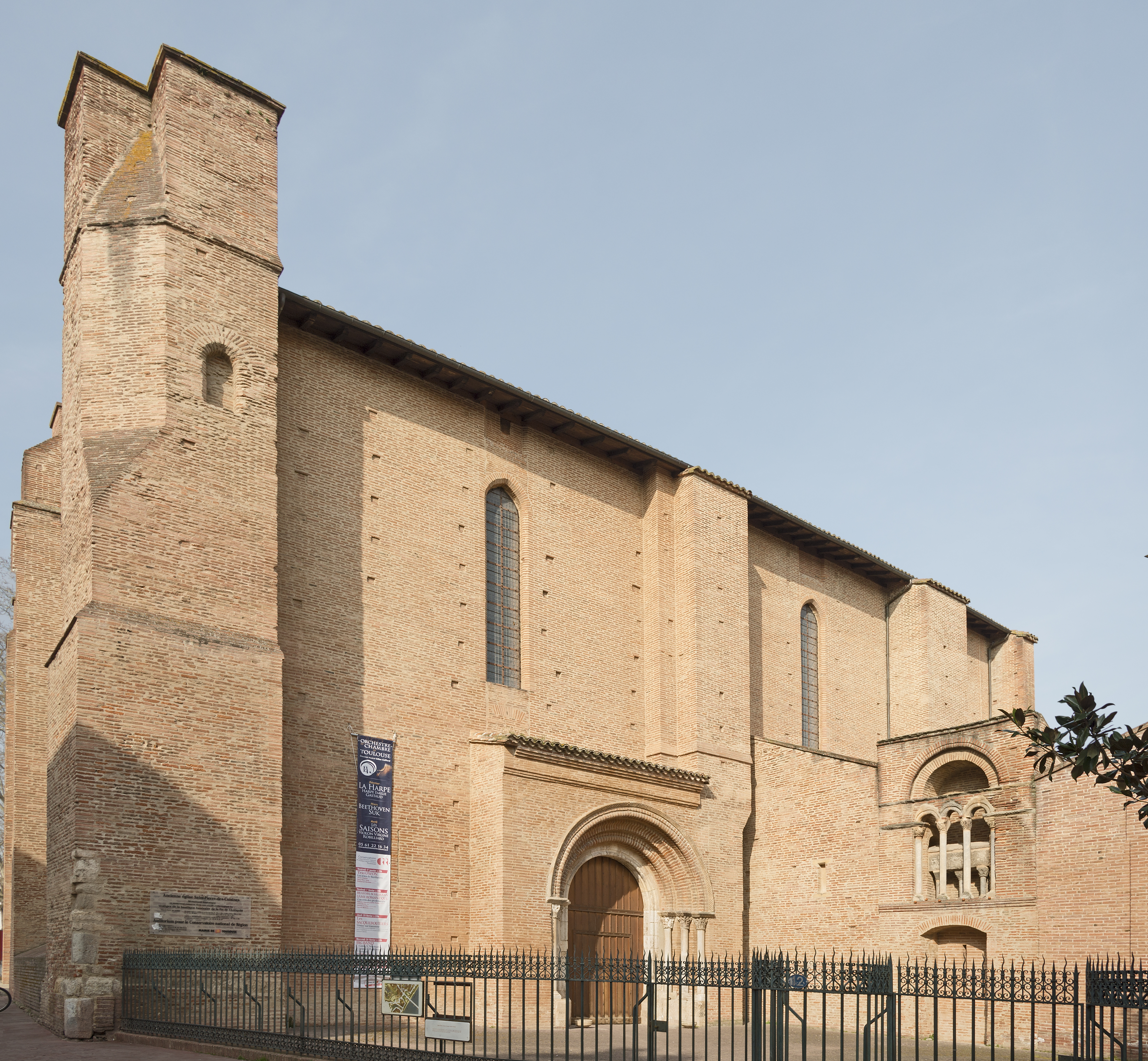

屈西纳圣伯多禄堂（法語：Église Saint-Pierre-des-Cuisines）是法国西南部最古老的教堂，位于奥克西塔尼大区上加龙省图卢兹的圣伯多禄广场。它创建于5世纪，位于古老的高卢-罗马墓地。1977年公布为法国历史遗迹  由图卢兹的圣雷蒙德博物馆负责。今天，这里是图卢兹地区音乐学院（Conservatoire à rayonnement régional de Toulouse）的礼堂，有400个座位。

## 历史
与圣塞宁圣殿一样，这座教堂建于5世纪的墓地上。教堂内有一个地下室，展示了4世纪的早期教会的巴西利卡教堂遗迹。
在11世纪，图卢兹伯爵纪尧姆四世将教堂交给本笃会的穆瓦萨克圣伯多禄修道院管理。“屈西纳”（Cuisines）这个名字来源于法语版本的“流氓”（拉丁文：Coquinis），指的是小工匠。历史上，这个地区的渔民曾经奉献了一座修道院来纪念圣伯多禄。因此，纪尧姆四世将这些高卢-罗马时代的“流氓”的名字归于这座建筑，并将其委托给穆瓦萨克修道院。穆瓦萨克修道院的院长贝尔纳·德蒙泰居（Bernard de Montaigut）开设了一个学院，五个世纪以后委托给了图卢兹的加尔都西会。与此同时，教堂装饰了新的中殿和咏经席。从12世纪开始，该堂成为公共场所。1189年，图卢兹伯爵雷蒙德五世承认了图卢兹市议员的特权。在1195年和1222年，雷蒙德六世和雷蒙德七世重申这一认可。
1569年，卡斯特尔的加尔都西会修士被新教徒驱逐，住进图卢兹穆瓦萨克修道院的学院。1616年2月25日，穆瓦萨克修道院将圣伯多禄修道院移交给加尔都西会，以换取加尔都西会在天主教卡尔卡松教区拥有的维拉尔多内勒修道院。

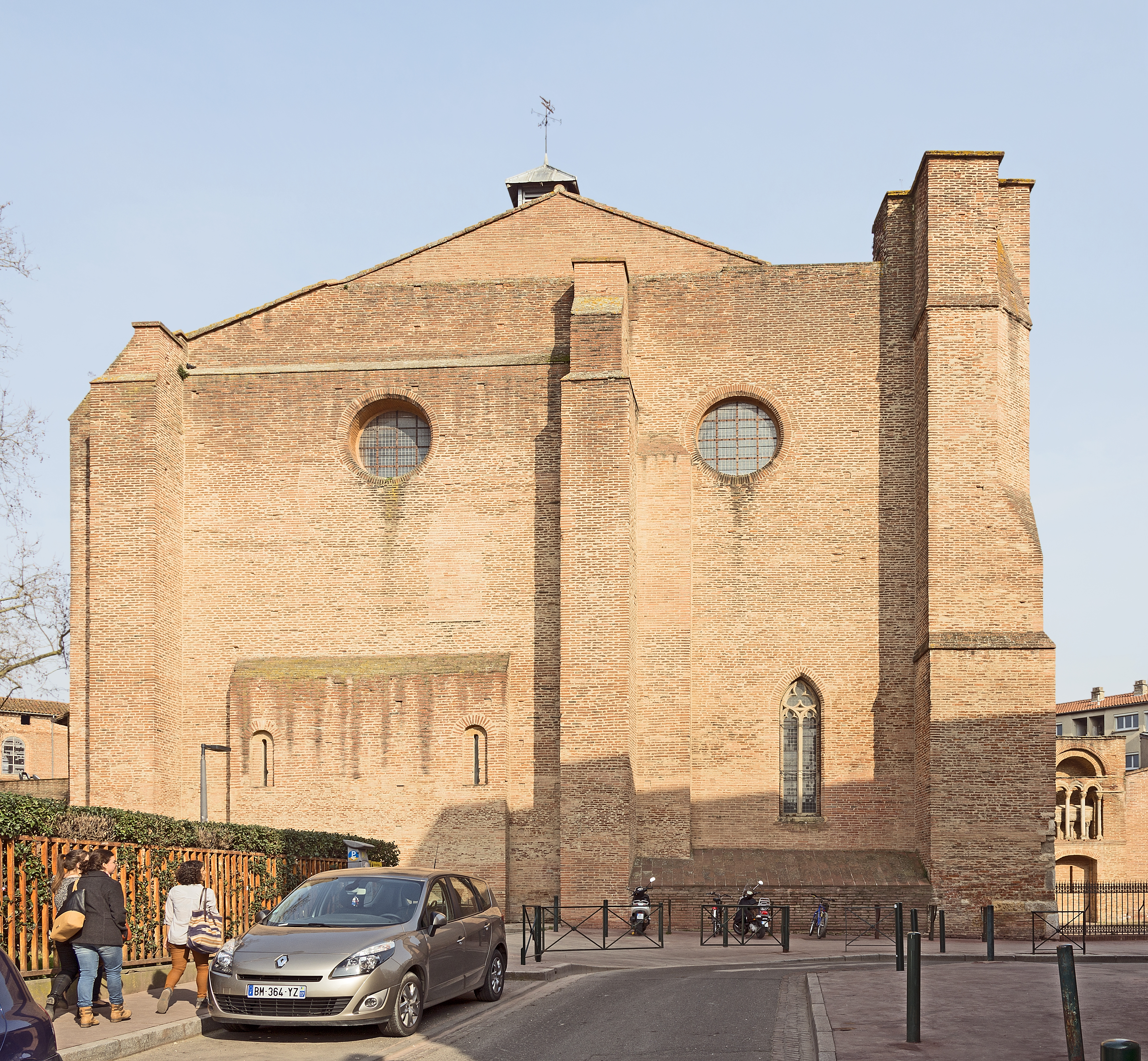
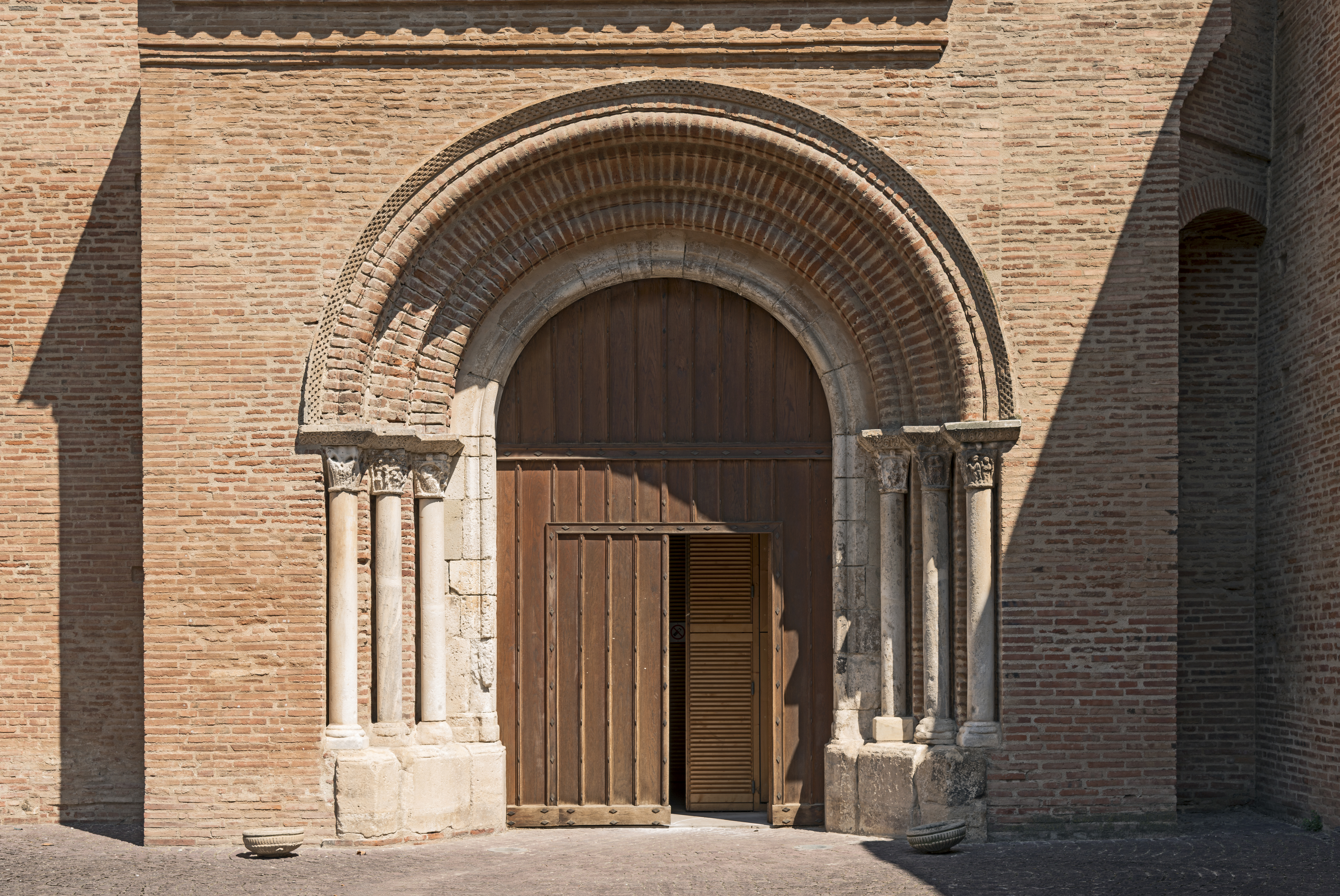
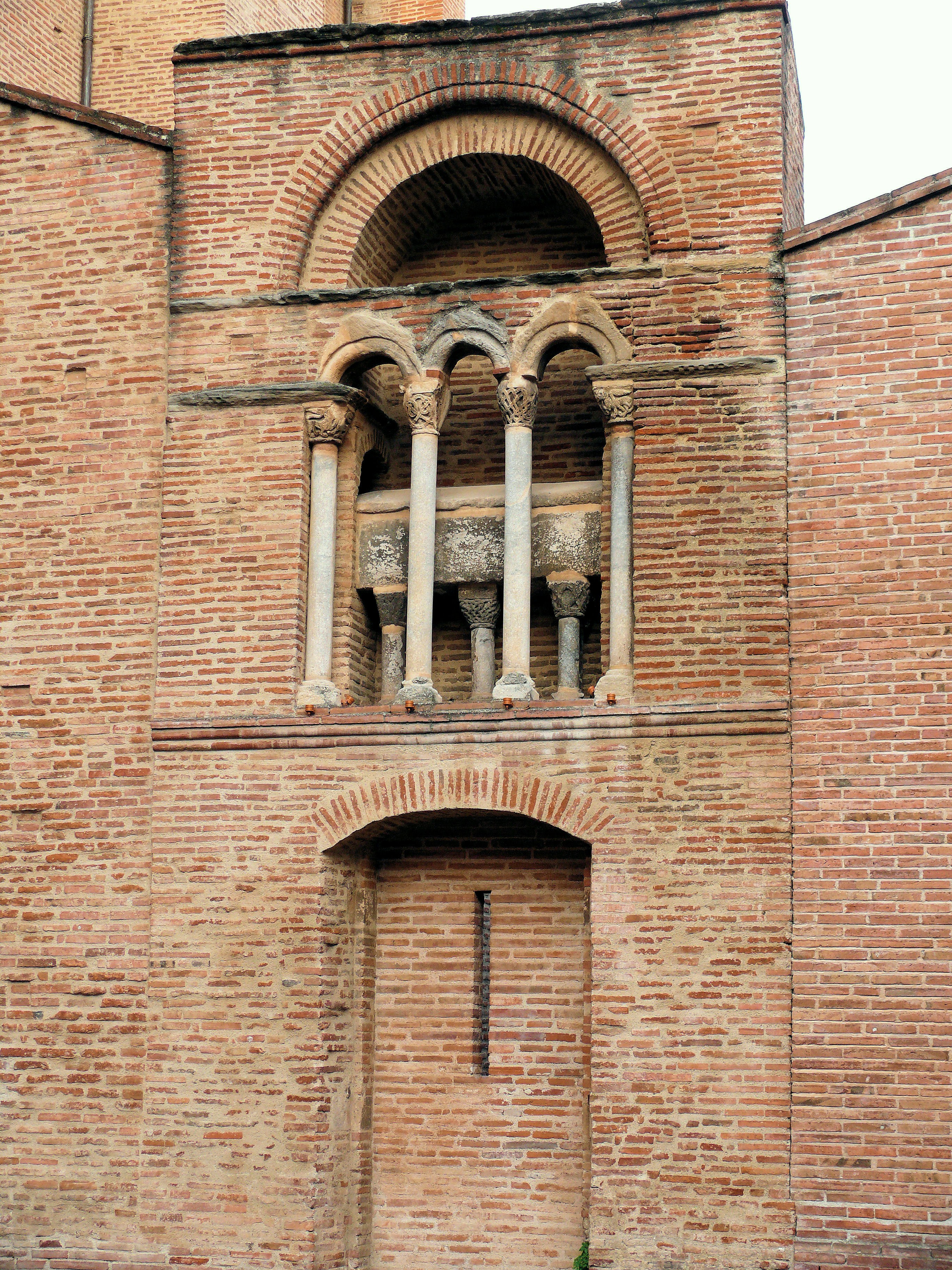
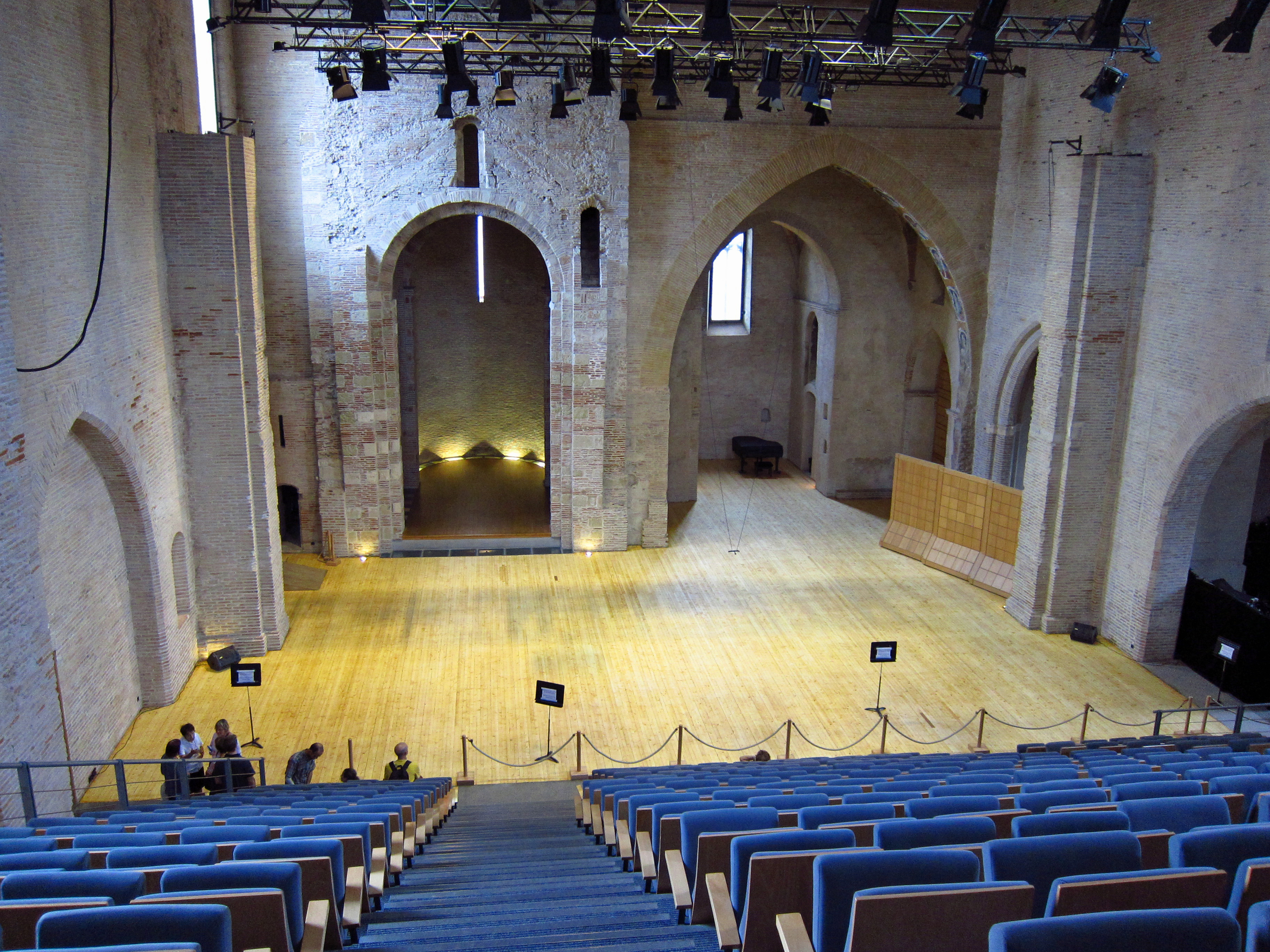